# Kepler-37d
Kepler-37d är en extrasolär planet (exoplanet) som upptäcktes av Keplerteleskopet i februari 2013. Den ligger den 210 ljusår bort, i stjärnbilden Lyran. Den kretsar runt sin moderstjärna Kepler-37 med en omloppstid på 40 dygn. Det är den största av de tre kända planeterna som kretsar kring stjärnan Kepler-37.